# Kiu Tsui Chau
Kiu Tsui Chau (kinesiska: 橋咀洲, 桥咀洲) är en ö i Hongkong (Kina). Den ligger i den nordöstra delen av Hongkong. Arean är 1,0 kvadratkilometer.
Terrängen på Kiu Tsui Chau är lite kuperad. Öns högsta punkt är 84 meter över havet. Den sträcker sig 2,4 kilometer i nord-sydlig riktning, och 1,0 kilometer i öst-västlig riktning.  I omgivningarna runt Kiu Tsui Chau växer i huvudsak städsegrön lövskog.